# Progressieve Volkspartij
De Progressieve Volkspartij is een regelmatig voorgestelde fusie van linkse partijen in Nederland. Midden jaren zeventig was er sprake van serieuze samenwerking tussen de progressieve partijen Partij van de Arbeid (PvdA), Politieke Partij Radikalen (PPR) en Democraten '66 (D'66) die moest uitmonden in een Progressieve Volkspartij. Nog steeds wordt erover verregaande samenwerking tussen linkse partijen gesproken in termen van een progressieve volkspartij.
De samenwerking tussen de PvdA, PPR en D'66 was uitgemond in een Progressief Akkoord, een gezamenlijk programma Keerpunt '72 en een schaduwkabinet onder leiding van Joop Den Uyl. Bij de verkiezingen van '72 werden de progressieven de grootste formatie, en werden ze leidende partij in het kabinet Den Uyl.
In 1970 nam D'66 het initiatief voor een Progressieve Volkspartij. De PVP moest gevormd worden als een nieuwe partij, niet als samenwerkingsverband tussen bestaande partijen. Hans van Mierlo was een groot voorstander. In 1971 sprak het PvdA-congres zich positief uit hierover. André van der Louw en Anne Vondeling waren voorstander en Joop den Uyl en Ed van Thijn waren tegen. Het idee van een Progressieve Volkspartij ging hand in hand met het idee van herziening van het kiesstelsel, naar Brits model: er moest een tweepartijenstelsel komen met een progressieve en een conservatieve partij. Dan zou er een regering gevormd kunnen worden of door de progressieven of door de conservatieven. Tussen 1971 en 1973 werd er binnen de partijen gediscussieerd over de nieuwe partij: een federatie, gezamenlijke fracties en afdelingen, en dubbellidmaatschappen werden als tussenvormen voorgesteld. In dezelfde periode dat de progressieve partijen verregaand samenwerkten werd het Christen-Democratisch Appèl gevormd door de confessionele partijen. In 1973 wees het PvdA-congres definitief federatieve samenwerking tussen PvdA, PPR en D'66 af. De partij wilde haar sociaaldemocratische identiteit niet laten verwateren voor een progressieve partij. Ook D'66, onder leiding van Jan Terlouw, nam in deze tijd afstand van progressieve samenwerking.
Nog steeds wordt er regelmatig opgeroepen tot verregaande progressieve samenwerking in de vorm van een Progressieve Volkspartij. In 1994 deed Paul Kalma zo'n oproep, in 2002 volgde Klaas de Vries, en in 2004 Job Cohen. In 2010 deed Xandra Schutte, hoofdredacteur van De Groene Amsterdammer, in haar blad zo'n oproep tot een fusie van PvdA, D66 en GroenLinks.
In 2023 vormden GroenLinks en PvdA een gezamenlijke fractie in de Eerste Kamer. Later dat jaar deden deze twee partijen gezamenlijk mee aan de verkiezingen voor de Tweede Kamer. De partijen hebben op 12 juni 2025 gestemd om in de verkiezingen van 2025 opnieuw met een gezamenlijke lijst deel te nemen en in 2026 te fuseren. D66 is bij deze samenwerking niet betrokken.